# Grand Prix Belgii 1934

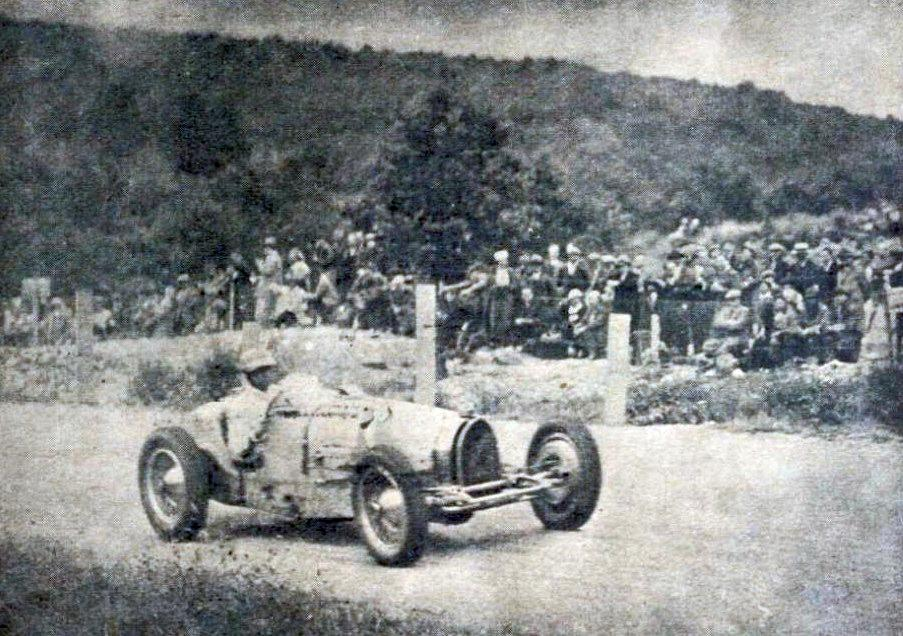
René Dreyfus podczas Grand Prix Belgii 1934

Grand Prix Belgii 1934 (oryg. V Grand Prix de Belgique) – jeden z wyścigów Grand Prix rozegranych w 1934 roku, a czwarty spośród tzw. Grandes Épreuves.

## Lista startowa
Na niebieskim tle kierowcy, którzy nie wzięli udziału w kwalifikacjach, lecz współdzielili samochód w czasie wyścigu
| Nr | Kierowca        | Zespół                 | Samochód              | Silnik             |   |
| -- | --------------- | ---------------------- | --------------------- | ------------------ | - |
| 2  | Robert Benoist  | Automobiles E. Bugatti | Bugatti T59           | Bugatti 3.3 S-8    | ? |
| 4  | René Dreyfus    | Automobiles E. Bugatti | Bugatti T59           | Bugatti 3.3 S-8    | ? |
| 6  | Antonio Brivio  | Automobiles E. Bugatti | Bugatti T59           | Bugatti 3.3 S-8    | ? |
| 12 | Raymond Sommer  | prywatny               | Maserati 8CM          | Maserati 3.0 S-8   | ? |
| 14 | Louis Chiron    | Scuderia Ferrari       | Alfa Romeo Tipo B/P3  | Alfa Romeo 2.9 S-8 | ? |
| 16 | Achille Varzi   | Scuderia Ferrari       | Alfa Romeo Tipo B/P3  | Alfa Romeo 2.9 S-8 | ? |
| 24 | Charles Montier | prywatny               | Montier-Ford Speciale | Ford 3.6 V-8       | ? |
| Nr | Kierowca        | Zespół                 | Samochód              | Silnik             |   |

## Wyniki

### Wyścig
Źródło: kolumbus.fi
| P                 | + / – | Nr | Kierowca        | Konstruktor  | Okr. | Czas / Strata | Komentarz |
| ----------------- | ----- | -- | --------------- | ------------ | ---- | ------------- | --------- |
| 1                 | 2     | 4  | René Dreyfus    | Bugatti      | 40   | 4h15:03,8     |           |
| 2                 | 1     | 6  | Antonio Brivio  | Bugatti      | 40   | +1:51,0       |           |
| 3                 | 4     | 12 | Raymond Sommer  | Maserati     | 39   | +1 okr        |           |
| 4                 | 1     | 2  | Robert Benoist  | Bugatti      | 37   | +3 okr        |           |
| 5                 | 1     | 24 | Charles Montier | Montier-Ford | 30   | +10 okr       |           |
| Niesklasyfikowani |       |    |                 |              |      |               |           |
|                   |       | 16 | Achille Varzi   | Alfa Romeo   | 25   | Silnik        |           |
|                   |       | 14 | Louis Chiron    | Alfa Romeo   | 20   | Wypadek       |           |
| P                 | + / – | Nr | Kierowca        | Konstruktor  | Okr. | Czas / Strata | Komentarz |

### Najszybsze okrążenie
Źródło: teamdan.com
| Nr | Kierowca       | Konstruktor | Czas   | Okr. |
| -- | -------------- | ----------- | ------ | ---- |
| 6  | Antonio Brivio | Bugatti     | 5:45,0 | 36   |